# Eupithecia electreofasciata
Eupithecia electreofasciata är en fjärilsart som beskrevs av Fletcher 1958. Eupithecia electreofasciata ingår i släktet Eupithecia och familjen mätare. Inga underarter finns listade i Catalogue of Life.